# 東方学会
一般財団法人東方学会（とうほうがっかい）は、日本の学術系財団法人。1947年（昭和22年）に設立され、東方文化に関する学術的研究の発達、東方諸国の文化の進展および国際文化交流を目的としている。元は外務省所管であった。

## 沿革
1947年6月24日、民間の純学術団体として設立された。設立の目的は、日本の東方学研究の発達を図り、東方諸国の文化の進展に貢献するとともに、進んで世界学界との連絡・提携を促進し、広く国際文化の交流に寄与することである。当初の所管は、外務省広報文化交流部文化交流課であった。

## 事業
- 関係諸団体・会員との連絡・斡旋、世界学界との交流、日本国内外における研究業績の紹介・普及、著名な学者の招聘・派遣、文献資料の交換、講演会・談話会・国際会議の開催、出版など[1]を行う。
- 事務局は東方学会本館に置かれている。1926年1月に竣工し、2024年1月に改装された。

## 会誌
- 『東方学』、年2回（1月・7月）発行[2]
- ACTA ASIATICA

## 役員

### 会長
会長としての役員任期は1期2年。
1. 羽田亨　1947.6—1955.4
2. 宇野哲人　1965.5—1973.7[3]
3. 石田幹之助　1973.7—1974.5
4. 吉川幸次郎　1975.7—1980.4[4]
5. 貝塚茂樹　1981.9—1987.2
6. 山本達郎　1987.9—1993.9 退任後は没時まで名誉会長(1993.9—2001.1)
7. 神田信夫　1993.9—1999.9 退任後は没時まで顧問
8. 高崎直道　1999.9—2005.9 退任後は没時まで顧問
9. 池田温 　2005.9—2009.9
10. 吉川忠夫　2009.9—2011.9

#### 旧:理事長
理事長としての役員任期は1期2年。
1. 宇野哲人　 1947.6—1965.5
2. 吉川幸次郎　1965.5—1975.7
3. 山本達郎　1975.7—1985.7
4. 護雅夫　1985.7—1991.9
5. 高崎直道　1991.9—1997.9
6. 服部正明　1997.9—2003.9
7. 戸川芳郎　2003.9—2009.9
8. 興膳宏　2009.9—2013.3

### 理事長
理事長の任期は1期2年。
1. 興膳宏　2013.4—2015.6[5]
2. 池田知久　2015.6-2019.6
3. 小南一郎　2019.6-2021.6
4. 斎藤明　2021.6-